# Architettura del paesaggio

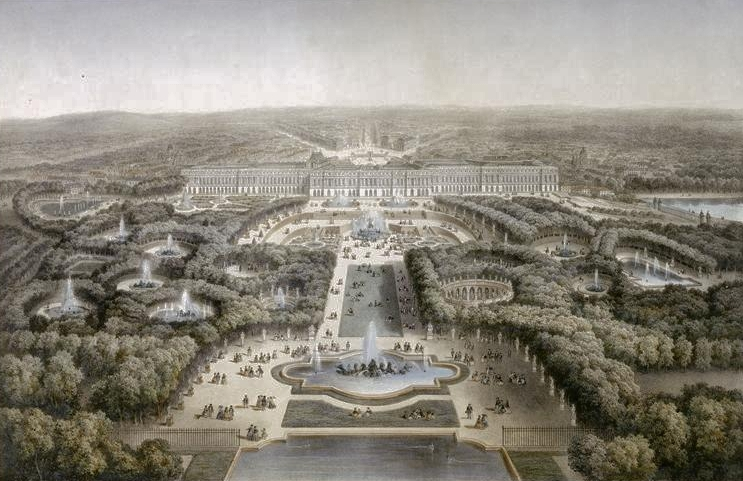
I Giardini di Versailles, progettati dall'architetto André Le Nôtre (1645- 1700)

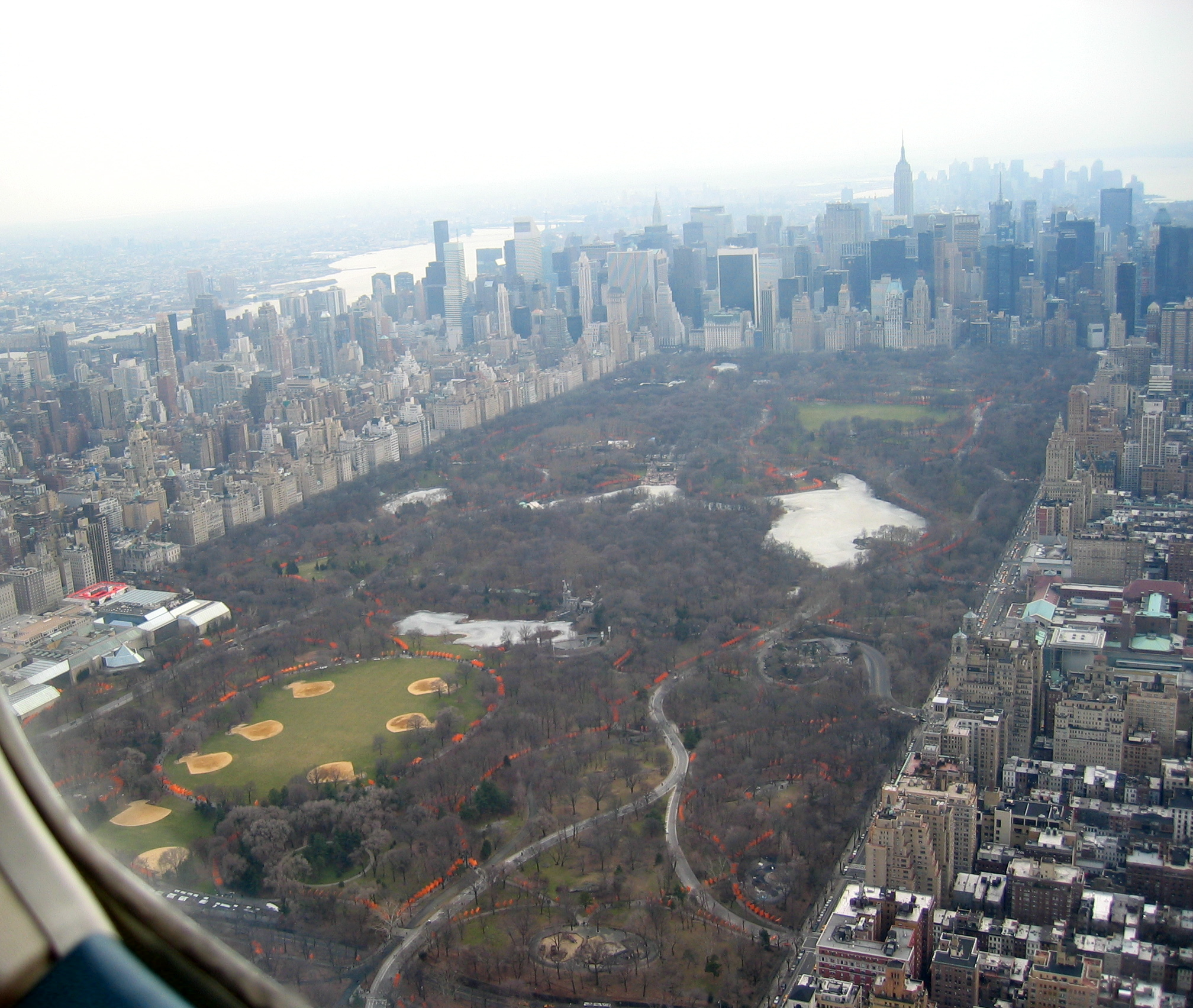
Il Central Park a New York, progettato dall'architetto Frederick Law Olmsted (1856)

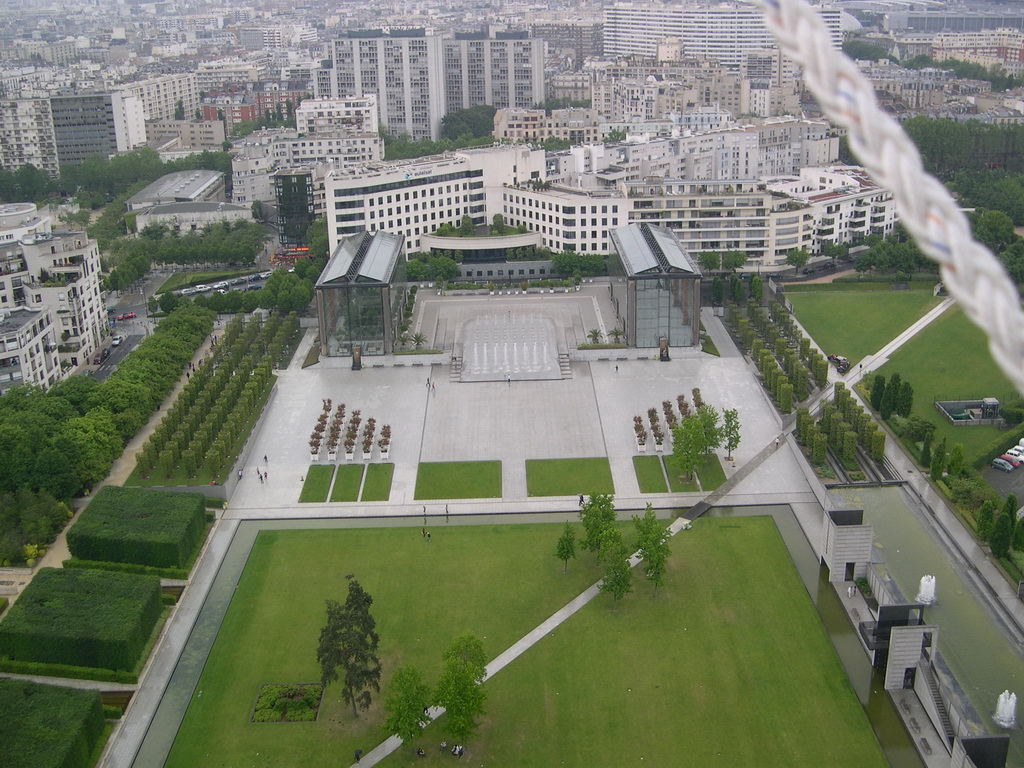
Il Parc Citroen a Parigi, progettato dall'agronomo Gilles Clément (1992)

L'architettura del paesaggio si occupa di pianificazione, progettazione e gestione degli spazi aperti e del paesaggio, alle diverse scale di intervento; le principali figure professionali che si occupano dell’architettura del paesaggio sono l'agronomo, l'architetto paesaggista ed il dottore forestale.

## Definizione moderna
Secondo la definizione dell'EFLA (Fondazione Europea per l'Architettura del Paesaggio), il paesaggista è colui che pianifica e progetta paesaggi urbani e rurali nello spazio e nel tempo, sulla base delle caratteristiche naturali e dei valori storici e culturali del territorio. A questo fine fa riferimento a metodi e princìpi estetici, funzionali, scientifici e gestionali, con un appropriato uso di tecniche e materiali sia naturali che prodotti dall'uomo.
Il paesaggista deve possedere la capacità di:
- creare e mantenere paesaggi che soddisfino le esigenze umane e naturali e i requisiti tecnici, prendendo in opportuna considerazione la necessità di preservare nel contempo l'ambiente naturale e il retaggio culturale;
- identificare e rendere compatibili – mediante una fattibilità di ordine tecnico – sia i bisogni dei propri clienti che quelli della società in generale, entro i limiti imposti dai fattori economici.

Il suo lavoro è la sintesi delle proprie conoscenze in ordine a:
1. la storia e le teorie del paesaggio e delle arti ad esso collegate, le tecnologie e le scienze naturali ed umane, comprese le loro reciproche relazioni;
2. il disegno e le belle arti per la loro influenza sulla qualità e l'estetica della progettazione del paesaggio;
3. l'ecologia e l'uso degli elementi naturali come base per la conservazione ambientale, per la pianificazione, la progettazione e la gestione;
4. le esigenze architettoniche e ingegneristiche correlate con il paesaggio;
5. i problemi fisici e le tecnologie che riguardano in modo specifico gli spazi aperti;
6. le relazioni fra uomo e ambiente;
7. la tutela, la conservazione e il restauro dei paesaggi storici;
8. il ruolo dell'Architettura del Paesaggio come parte dei processi di progettazione e pianificazione internazionali, nazionali, regionali e locali;
9. i metodi di indagine, comprensivi degli aspetti di divulgazione necessaria per ogni progetto di paesaggismo e per ciascuna analisi ambientale;
10. la capacità di comunicare e le tecniche di rappresentazione;
11. le attività, l'organizzazione, i regolamenti e le procedure riguardanti la traduzione e il trasferimento nel paesaggio dei processi di pianificazione, progettazione e gestione;
12. la legislazione riguardante l'ambiente e la pratica professionale dell'Architettura del Paesaggio.

## Ambiti di intervento
Classe Laurea 3/S Architettura del Paesaggio

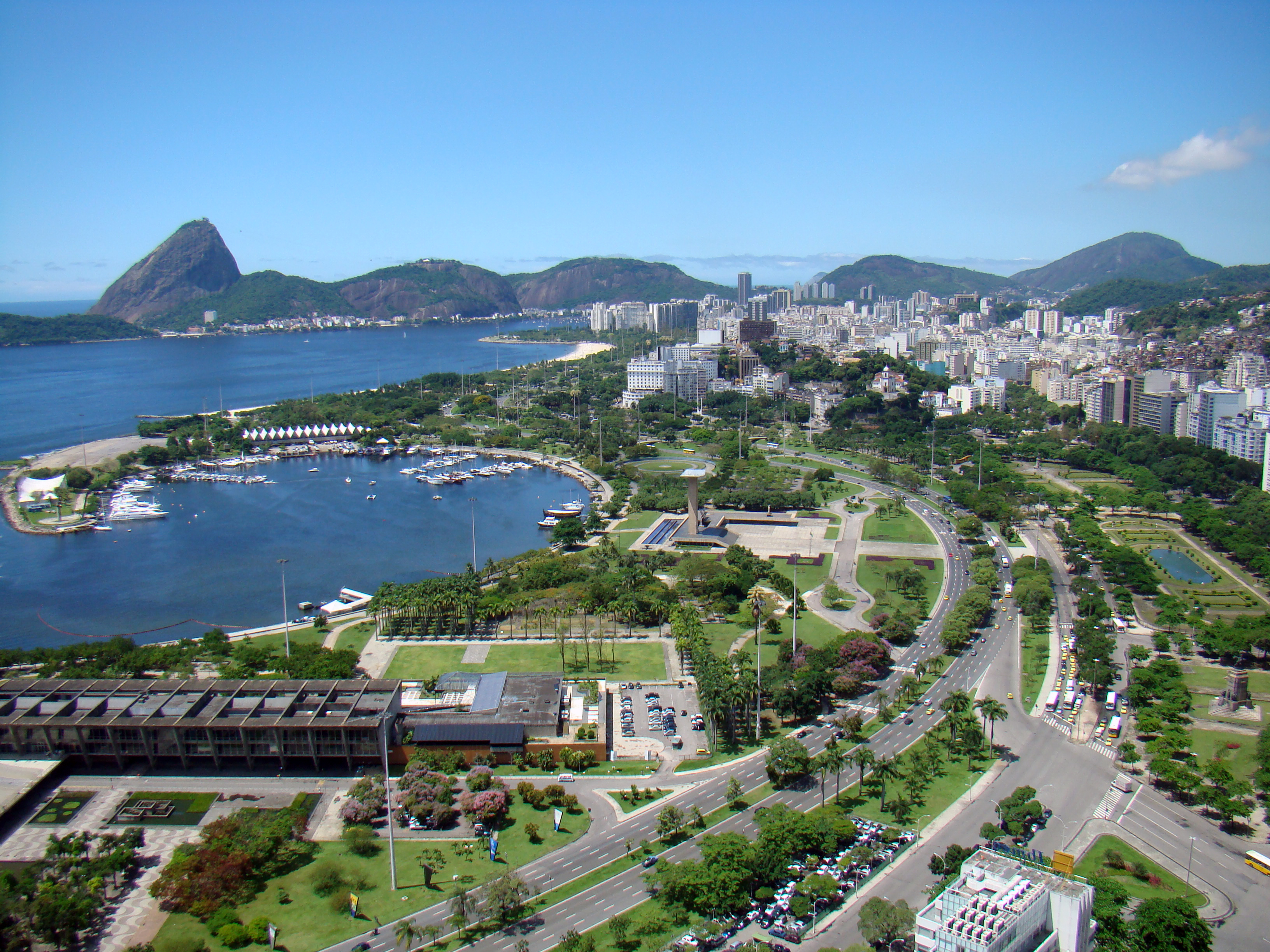
Lo Aterro do Flamengo a Rio de Janeiro, progettato da Roberto Burle Marx (1961)

- infrastrutture territoriali ad elevata interferenza
- ambientale: strade, ferrovie, discariche, grandi impianti tecnologici
- analisi paesaggistica
- pianificazione paesistica a livello regionale e provinciale, piani di bacino, piani territoriali di coordinamento delle aree protette
- regolamenti e normative di salvaguardia ambientale
- studi e valutazioni di impatto ambientale (VIA)
- piani comunali del verde e degli spazi aperti
- piani di gestione di aree protette
- piani di conservazione e gestione di giardini storici
- progettazione di parchi e giardini, pubblici e privati
- restauro di giardini e parchi storici
- progettazione di siti monumentali, cimiteri, piazze
- progettazione di spazi pedonali, percorsi ciclabili, parcheggi, alberate stradali
- progettazione di aree ricreative, sportive, orti urbani
- sistemazioni esterne di insediamenti produttivi, residenziali
- mitigazione paesaggistica di infrastrutture e grandi impianti
- riqualificazione di aree dismesse, degradate
- valorizzazione e fruizione di zone di pregio naturalistico-ambientale
- interventi di recupero ambientale e di ingegneria naturalistica
- progettazione esecutiva di giardini pensili, terrazzi, allestimenti e arredo urbano
- opere ornamentali, giardini d'inverno, serre, piscine

I corsi di laurea che in Italia formano la figura professionale del paesaggista sono: i corsi di laurea triennali in "Scienze della Pianificazione territoriale, Urbanistica, Paesaggistica e Ambinetale" (classe L21) e i corsi di laurea magistrale in "Architettura del Paesaggio" (classe LM03).
- Progettazione di giardini, parchi e paesaggio - Università di Torino.
- Progettazione e pianificazione delle aree verdi e del paesaggio - Università di Pisa.
- Progettazione e gestione degli ecosistemi agroterritoriali, forestali e del paesaggio - Università di Bologna.
- Architettura del paesaggio - Università di Roma "Sapienza".
- Architettura del paesaggio - Università di Genova.
- Ecologia e pianificazione del paesaggio - Università di Palermo.
- Gestione tecnica del paesaggio- Università di Perugia.
- Scienze forestali e ambientali, Curriculum Progettazione e gestione delle aree verdi - Università di Padova
- Architettura del Paesaggio - Università di Firenze
- Pianificazione, progettazione e gestione del territorio e dell'ambiente - Università di Catania.
- Progettazione della aree verdi e del paesaggio. - Università degli Studi di Genova, Università degli Studi di Torino, Politecnico di Torino, Università degli Studi di Milano.
- Pianificazione e progettazione del paesaggio e dell'ambiente. - Università degli Studi della Tuscia
- Architettura Paesaggio e Società. - Università degli Studi di Cagliari